# Le Troncq

Le Troncq este o comună în departamentul Eure, Franța. În 1 ianuarie 2022 avea o populație de 170 de locuitori.